# Eskatorpsbrakteaten
Eskatorpsbrakteaten, med signum DR IK241,1 (tidigare DR BR74), är en F-brakteat av rent guld från Eskatorp i Fjärås socken och Kungsbacka kommun i Halland. Den förvaras nu i Guldrummet i Statens historiska museum, Stockholm. Inventeringsnumret är SHM 3670. En kopia finns i Göteborgs Stadsmuseum. Slagen med samma stämpel som DR IK241,2.

## Brakteaten
Brakteaten som består av tätt sammanpressade guldplattor är ett mynt, eller snarare ett hängsmycke, daterat till 400-550 e.Kr. Den präglades således under folkvandringstiden och är slagen med samma stämpel som DR BR66. Brakteaten från Eskatorp hittades av Peter Andreasson 1867 i samband med utdikning av en leråker på hans utmark som kallas Slottsgärdet, beläget nära Kungsbackafjorden. 
Brakteaten väger 16 gram och diametern är 1,6 tum. Den är ornerad med ett antal ringar innanför varandra och i den mittersta rundeln är ett riddjur som ser ut att vara en åsna. Åsnan med stora öron och tydligt markerad man håller sin främre, högra hov upplyft i en elegant gest. Kring åsnan svävar sjutton pärllika punkter och en krans med runinskriften inramar motivet. 
Därpå följer ytterligare fem utsirade ringar och en ögla med trådsirater. I en av ringarna finns 21 små rutor, vardera med sexton punkter symmetriskt ordnade i ett rutnät. Yttre ringen har cirka fyrtio små instämplade kors. Ett omslutande kantband virat med guldtråd har delvis börjat lossna. Brakteaten är ensidigt präglad och försedd med futharkens gamla runor. Den översatta inskriften, som ansetts vara beskyddande, har tolkats enligt nedan:

## Inskriften
Translitterering av runraden:
§P f-hidu (u)uilald uuigaz e͡erilaz 
§Q f-hidu (h)uila(l)du uigaz e͡| |͡erilaz
Normalisering till rundanska:
§P F[a]hido wilald Wigaz, erilaz. 
§Q F[a]hiðu hwil-alda. wigaz ek erilaz.
Översättning till nusvenska:
Wigar, erilar, har skrivit (på) trolltingestarna (brakteatena).
Erilar har under vikingatiden och medeltiden varit en titel för jarl, kungens rådgivare. En annan, mer hypotetisk tolkning är att Erilar syftar på heruler, en omdiskuterad krigisk och germansk folkstam.
Följande är en tolkning av A. Noréen, Hallands Konstmuseum: "Detta är en amulett. Vig herulen gjorde den".